# Saint-Mexant
Saint-Mexant település Franciaországban, Corrèze megyében. Lakosainak száma 1331 fő (2022. január 1.). Saint-Mexant Chameyrat, Chanteix, Favars, Naves, Saint-Clément és Saint-Germain-les-Vergnes községekkel határos.

## Népesség
A település népessége az elmúlt években az alábbi módon változott:
| Lakosok száma | 694  | 916  | 1049 | 1051 | 1234 | 1281 | 1307 | 1319 | 1319 | 1331 |
|               | 1968 | 1982 | 1990 | 2006 | 2013 | 2015 | 2017 | 2019 | 2020 | 2022 |